# SPTBN4
SPTBN4‏ (Spectrin beta, non-erythrocytic 4) هوَ بروتين يُشَفر بواسطة جين SPTBN4 في الإنسان.